# 跳べ!! 暗殺犬
『跳べ!! 暗殺犬』（とべ!! あんさつけん）は、関川夏央の原作を谷口ジローが作画した日本の漫画作品である。

## 概説
本格デビューから5年が過ぎた谷口ジローは、創作に行き詰まっていた。それを見た『漫画パンチ』編集者の藤原徹は、谷口ジローにストーリーテラーを付けたら、もっと良くなるはずだと考え、同誌でコラムを書いていた関川夏央を紹介することにした。関川夏央は、1977年正月に、藤原徹から絵は上手いがストーリーが苦手な漫画家がいるので助けてくれないかと頼まれたという。二人が組んだ最初の共作が本作で、谷口ジローはこんなストーリーは自分では考えられないと興奮したと語っている。本作の成功から、二人は同誌に毎号新作を発表して行くことが決まった。

## あらすじ
訓練された「暗殺犬」が、国会議事堂を襲う。

## 初出
『漫画パンチ』第11巻第6号（1977年3月22日号）に掲載された。

## 単行本
『関川夏央 谷口ジローのアクション劇画2 無防備都市（下）』に所収された。
- 『関川夏央 谷口ジローのアクション劇画2 無防備都市（下）』関川夏央、オハヨー出版、東京〈別冊エースファイブコミックス〉。

## 関連書誌
- 関川夏央，佐藤俊行，鈴木明夫「名作誕生の舞台裏」『芸術新潮』第63巻第7号、新潮社、東京、2017年7月25日、ISSN 0435-1657、全国書誌番号:00006598。
- 藤原徹 著「若き日の谷口を導いた、編集者」、染谷誠 編『描くひと 谷口ジロー』双葉社、東京、2019年9月29日、230-237頁。ISBN 978-4-575-31492-2。 NCID BB29080545。OCLC 1126777928。全国書誌番号:23284053。

## 脚註

### 註釈
1. ↑  『漫画パンチ』は1967年に創刊した芳文社の月刊漫画誌で、1985年に『まんがスポーツ』を後継誌とし刊行を終了した。